# Бесслёзная битва
Бесслёзная битва — сражение в ходе Беотийской войны спартанского войска против объединённой армии Аркадского союза и Аргоса. Названа так, потому что согласно античным источникам, у спартанцев никто не погиб в этой битве.
В 368 году до н. э. спартанский царевич Архидам вместе с подкреплением из Сиракуз взял город Карии, а затем напал на Паррасии. Навстречу ему двинулись аркадяне и аргивяне. Архидам отступил к Медеям. Между тем начальник сиракузян Киссид заявил, что срок его пребывания закончился, и направился в Спарту, но путь ему преградили мессенцы. Тогда Киссид попросил Архидама оказать ему помощь. Архидам пошёл по направлению к нему, аркадско-аргосское войско последовало за ним. На пересечении дорог в Эвтресии и в Медеи состоялась битва, в которой спартанцы одержали значительную победу. Согласно Ксенофонту, спартанцы не потеряли ни одного человека. Потери их противников доходили до 10 тысяч человек.